# Акрам, Мухаммед
Мухаммед Акрам (англ. Muhammad Akram) — командир полка, участник войны за независимость Бангладеш.
Родился в посёлке Динга возле города Джелам, Британская Индия. Погиб во время войны за независимость Бангладеш. Посмертно награждён высшей военной наградой Пакистана — Нишан-я-Хайдер.

## Биография
Мухаммед Акрам начал военную службу в 1963 году, служил в пограничном корпусе Пакистана. Во время войны за независимость Бангладеш Акрам был командиром полка. Его полк участвовал в битве за Богру, где попал под непрерывный артиллерийский обстрел индийской армии. В течение двух недель, несмотря на многократное превосходство индийцев в численности и огневой мощи, Акрам и его солдаты отбили все атаки, нанеся тяжёлые потери врагу. Во время одной из атак индийцев Акрам получил смертельные ранения. Он был похоронен в деревне Болдар в Бангладеш.
После гибели Мухаммеда Акрама в его честь установили мемориал в городе Джелам.